# Sisyra trilobata
Sisyra trilobata là một loài côn trùng trong họ Sisyridae thuộc bộ Neuroptera. Loài này được Flint miêu tả năm 1966.